# Diema Xtra Sofia Open 2018
Diema Xtra Sofia Open 2018 — тенісний турнір, що проходив на кортах з твердим покриттям у місті Софія, Болгарія з 5 лютого. Належав до категорії ATP World Tour 250.

## Фінальна частина

### Одиночний розряд
Мірза Башич —  Маріус Копіл 7–6(8–6), 6–7(4–7), 6–4

### Парний розряд
Робін Гаасе /  Матве Мідделкоп —  Нікола Мектич /  Александер Пея 5–7, 6–4, [10–4]